# Nozomu Kato
Nozomu Kato (Miyagi, 7 oktober 1969) is een voormalig Japans voetballer.

## Carrière
Nozomu Kato speelde tussen 1992 en 2008 voor Kashiwa Reysol en Shonan Bellmare.